# Heunginjimun
Heunginjimun (en hangul, 흥인지문; en hanja, 興仁之門; McCune-Reischauer, Hŭng'injimun), más conocida como Dongdaemun (en hangul, 동대문; en hanja, 東大門; McCune-Reischauer, Tongdaemun), literalmente «Puerta de la benevolencia creciente», es un prominente punto de referencia en el corazón de Seúl, Corea del Sur. El nombre Dongdaemun significa «Gran Puerta Este» y fue llamada de esta forma porque fue la puerta principal del muro oriental que rodeaba a Seúl durante la Dinastía Joseon. La puerta se encuentra en Jogno, 6-ga en Jongno-gu.
La estructura fue construida primero por el rey Taejo durante su quinto año de reinado, en 1398. Fue renovada en 1453, pero la actual estructura es la que fue reconstruida en 1869 bajo el mando del rey Gojong.

## Distrito comercial
En la actualidad, el área que rodea Dongdaemun conocida como el Mercado de Dongdaemun, incluye grandes distritos comerciales, así como muchas tiendas subterráneas, puestos y mercados que se encuentran abiertos durante casi todo el día. Ha crecido hasta convertirse en el más grande distrito comercial en Corea del Sur. En 2007, el gobierno de Seúl inició el Proyecto de Diseño de Dongdaemun (DDP) para renovar el que solía ser el Estadio de Dongdaemun (un parque de béisbol amateur), con el diseño de la famosa arquitecta Zaha Hadid.
En el 2010, el nombre de la estación del Metro de Seúl del sector fue cambiado a Estación Parque de la Historia y Cultura de Dongdaemun.